# Пушний (Новосибірська область)
Пушний (рос. Пушной) — селище у Черепановському районі Новосибірської області Російської Федерації.
Входить до складу муніципального утворення Бочкарьовська сільрада. Населення становить 1315 осіб (2010).

## Історія
Згідно із законом від 2 червня 2004 року органом місцевого самоврядування є Бочкарьовська сільрада.

## Населення
| 2002 | 2007  | 2010  |
| ---- | ----- | ----- |
| 1368 | ↗1487 | ↘1315 |